# Hyalotheca dissiliens
Hyalotheca dissiliens là một loài Song tinh tảo trong họ Desmidiaceae, thuộc chi Hyalotheca.